# Harry Söderman

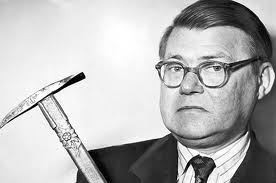
Harry Söderman 1950.

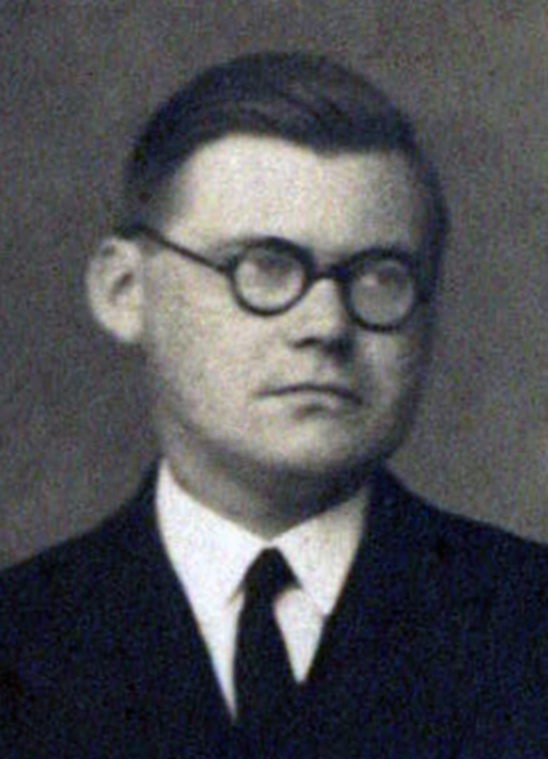
Harry Söderman (1932)

Harry Söderman (* 28. August 1902 in Stockholm; † 16. März 1956 in Tanger) war ein schwedischer Kriminalist. Er war von 1939 bis 1953 Leiter der Schwedischen Kriminaltechnischen Anstalt (SKA).

## Leben
Söderman war eines von zehn Kindern des schwedischen Polizeibeamten Per Söderman. Er schloss 1920 das Chemische Institut in Malmö mit
Auszeichnung ab. Zusätzlich absolvierte er 1922 ein Studium der Chemie in Altenburg, Deutschland.
Nachdem Söderman seinen Wehrdienst abgeschlossen hatte, unternahm er von 1924 bis 1926 eine Reise in den Orient, was ihm seinem eigentlichen Berufswunsch des Kriminalisten näher bringen sollte. Unterstützt wurde er vom schwedischen Polizeimagazin, für das er die Polizeibehörden und kriminellen Aktivitäten der verschiedenen Länder untersuchte. Söderman fuhr zunächst von Schweden aus mit dem Fahrrad nach Konstantinopel und von dort aus weiter durch die baluchistanische Wüste, Indien, Burma und Thailand bis nach China. Seine Artikel wurden von Kriminalisten in der ganzen Welt gelesen, was ihm bereits mit 24 Jahren große Bekanntheit verschaffte.
1926 wurde er Assistent des Kriminalisten Edmond Locard am staatlichen Polizeilabor in Lyon, Frankreich. An der Universität Lyon schrieb er ein Doktorexamen über die Analyse von Pistolenkugeln, was ihm den Spitznamen "Revolver-Harry" einbrachte. Das Jahr 1929 verbrachte Söderman in Frankreich, wo er thailändischen Polizisten moderne Polizeimethoden beibrachte.
1930 ging Söderman schließlich zurück nach Schweden, wo er ein privates Kriminalbüro eröffnete und zusätzlich die Authentifizierung von Dokumenten anbot. Er wurde bald leitender Redakteur des Journals für Polizeiwissenschaft, außerdem war er Dozent an der Universität Stockholm. Er galt seit dieser Zeit als einer der angesehensten Kriminalisten, sowohl in Schweden als auch international und wurde von der schwedischen Regierung mit Kriminalfällen in ganz Skandinavien beauftragt.
Er war etwa zwei Jahre in den USA, wo er die Methoden der amerikanischen Polizei im New York Police Department und beim FBI in Washington studierte. 1934 untersuchte Söderman den spektakulären Fall des Reichstagsbrands. Er war die einzige Person, außer den Nazi-Verantwortlichen, die mit dem Verdächtigen Van der Lubbe sprechen durfte.
1937 stellte er Astrid Lindgren als Stenotypistin für seine umfassende Korrespondenz ein. Lindgrens Kriminalromane über den Meisterdetektiv Kalle Blomquist waren durch die Arbeit mit Söderman inspiriert. Im Jahr 1939 wurde Söderman zum Leiter der neu gegründeten Schwedischen Kriminaltechnischen Anstalt (SKA), einer Institution ähnlich dem FBI und Vorläufer des heutigen staatlichen
Kriminaltechnischen Laboratoriums (SKL) bestimmt.
1942 erhielt er vom norwegischen Justizminister Terje Vold das Angebot norwegische Flüchtlinge in Schweden zu Polizisten auszubilden. Diese Männer sollten nach dem Krieg die norwegischen Polizisten ersetzen, die für das Nazi-Regime arbeiteten. Söderman nahm an und gründete mehrere Camps, in denen bis 1945 insgesamt 17.000 Männer überwiegend militärisches Training erhielten. Am 12. Januar 1945 wurden die ersten Polizeitrupps in Norwegen eingesetzt. Sein Engagement für Norwegen brachte ihm dort viel Verehrung bei, in Furudal, nördlich von Rättvik steht noch heute eine Büste von ihm.
1953 zog sich Söderman als Chef der SKA zurück und zog mit seiner Familie (Söderman war verheiratet und hatte zwei Kinder) in die USA. Er verschrieb sich nun ganz seinen internationalen Verpflichtungen, so war er beispielsweise einer der Gründer von Interpol. 1956 erlitt Söderman einen Herzinfarkt während eines Aufenthalts in Tanger.

## Bibliografie
- 1927: Die Welt des Verbrechens (Brottets Värld)
- 1930: Handbuch der Kriminaltechnik (Handbok i Kriminalteknik)
- 1957: Auf der Spur des Verbrechens: Lebenserinnerungen eines Kriminalisten. Kiepenheuer & Witsch (Mitt liv som politimann)